# Pyrgion repanda
Pyrgion repanda är en fjärilsart som beskrevs av William Schaus 1912. Pyrgion repanda ingår i släktet Pyrgion och familjen nattflyn. Inga underarter finns listade.